# 埃爾利亞諾 (艾利斯皮亞省)
18°49′12″N 71°37′48″W / 18.82000°N 71.63000°W
埃爾利亞諾（西班牙語：El Llano），是多明尼加共和國的城鎮，位於該國西部，由艾利斯皮亞省負責管轄，面積104.49平方公里，2012年人口4,986，人口密度每平方公里48人。